# Rastani (Kicsevo)
Rastani (macedónul: Раштани) település Észak-Macedóniában, a Délnyugati körzet Kicsevói járásában.

## Népesség
| Lakosok száma | 355  | 409  | 353  | 237  | 396  | 573  | 753  | 1063 | 236  |
|               | 1948 | 1953 | 1961 | 1971 | 1981 | 1991 | 1994 | 2002 | 2021 |

2002-ben 1063 lakosa volt, akik közül 679 macedón, 198 albán, 132 cigány, 24 török, 2 szerb, 1 vlach és 27 egyéb.